# 食卓の秘密
『食卓の秘密』（しょくたくのひみつ）は、中京テレビの報道番組・情報番組「キャッチ!」の18時台後半に放送される料理コーナーである。

## 概要
『中京テレビニュースプラス1』『中京テレビNEWSリアルタイム』『news every.（中京テレビローカルパート）』時代から続いているコーナーで、料理家が旬の野菜や果物を使って簡単&時短料理を作る。現在は毎週金曜日の放送だが、2003年9月30日までは毎週火曜日の放送だった。東邦ガスによる一社提供。

## 料理家
以下の4名は2012年放送分で3回以上出演した料理家
男性
- 北村光弘 - 料理研究家

女性
- 加藤元子 - もと子クッキング倶楽部
- 酒向純子 - 東邦ガス料理教室
- 関富子 - 家庭料理のプロ

## 放送日
- 毎週火曜日 18時台後半：2001年4月3日 - 2003年9月30日
- 毎週金曜日 18時台後半：2003年10月10日 - 2015年7月17日
- 毎週水曜日 18時台後半：2015年7月22日 - 現在

### 金曜日以外
2010年
1月5日（火）、3月24日（水）、6月10日（木）
2011年
1月5日（水）
2012年
1月5日（木）、12月10日（月）、12月19日（水）

### 放送休止日
2010年
3月26日、6月4日、12月31日
2011年
3月11日、3月18日、12月30日
2012年
12月7日

## 放送内容
料理は基本2品だが、ごく稀に5品あるいは1品の時がある。
料理家の名前は2013年放送分のみ記載。
2013年
| 放送日  | メイン食材 メイン料理 | 料理名               | 料理名                           | 料理家            |
| ------- | --------------------- | -------------------- | -------------------------------- | ----------------- |
| 1月4日  | 餅                    | 肉巻き餅             | 餅の春巻き キーマカレー風        | 酒向純子          |
| 1月11日 | タラ                  | タラと野菜の塩炒め   | タラとジャガイモのグラティナート | 西村達也 水口秀介 |
| 1月18日 | 大根                  | 大根と牛すじの味噌煮 | 大根のカレー煮                   | 熊澤美智子        |
| 1月25日 | 酒かす                | サケのかす汁         | アサリとキノコの炊き込みご飯     | 加藤元子          |

## スタッフ
- ナレーション：水谷陽介（CTVアナウンサー、2013年4月5日 - ）
  - 以前は佐藤和輝(2012年4月6日 - 2013年3月29日)、吉田太一( - 2012年3月30日)が担当していた。
- 制作協力：CTV MID ENJIN
- 制作著作：中京テレビ

## 提供スポンサー
- 東邦ガス